# 351 Yrsa
351 Yrsa eller 1892 V är en asteroid i huvudbältet, som upptäcktes den 16 december 1892 av den tyske astronomen Max Wolf. Den har fått sitt namn efter drottning Yrsa, en person i den tidiga skandinaviska litteraturen.
Asteroiden har en diameter på ungefär 39 kilometer.